# Ligne 2 du métro de Pusan
 (février 2025).
Si vous disposez d'ouvrages ou d'articles de référence ou si vous connaissez des sites web de qualité traitant du thème abordé ici, merci de compléter l'article en donnant les références utiles à sa vérifiabilité et en les liant à la section « Notes et références ».
La ligne 2 du métro de Pusan ( 2호선 ) est la ligne parcourant Busan d'est en ouest. Elle mesure 45,6 km long pour 43 stations. Elle est considérée comme la plus longue ligne du système de métro de Busan, et avec le plus de stations souterraines par rapport au nombre total de stations. La ligne 2 utilise des rames de 6 voitures. La couleur de la ligne est le vert.
Les panneaux de signalisation sont circulaires avec une face blanche encadré en vert citron. Le nom de la station est écrit en coréen en grandes lettres Hangul avec en dessous le nom anglais plus petit et le numéro de la station. Encore en dessous, il y à le nom Hanja dans une police d'écriture de taille similaire. Ce système d'affichage est similaire à celui de la ligne 1.

## Histoire
Le projet de la ligne commence à être imaginé en 1987, et est finalisé en 1991. Lors de la construction de la troisième section de la ligne en 2001, le plan initial visant à prolonger le trajet de trois stations au-delà de la station Yangsan a été abandonné à la demande des citoyens de la ville de Yangsan, une nouvelle ligne de métro léger étant actuellement en cours d'approbation comme alternative.
Un projet plus ancien espérait étendre la ligne sur quatre stations au-delà de Jangsan, mais a été abandonné en raison de problèmes de coût. L'idée d'extension de la ligne a suscité un nouvel intérêt, mais avec des propositions pour une nouvelle ligne de métro léger reliant la gare de Jangsan à la ville d'Ulsan .

### Années 1990
- 28 novembre 1991 : Construction de la première section de Seomyeon (219) à Hopo (239).
- 27 octobre 1994 : Construction de la deuxième section de Jangsan (201) à Seomyeon (219).
- 30 juin 1999 : Début de mise en service de la première section de Seomyeon (219) à Hopo (239).

### Années 2000
- 8 août 2001 : Début de mise en service de la deuxième section de Geumnyeonsan (210) à Seomyeon (219).
- Décembre 2001 : Construction de la troisième section de Hopo (239) à Yangsan (243).
- 16 janvier 2002 : Début de mise en service de la deuxième section de Geumnyeonsan (210) à Gwangan (209).
- 29 août 2002 : Début de mise en service de la deuxième section de Jangsan (201) à Gwangan (209).
- 10 janvier 2008 : ouverture au service de Namyangsan (242) et Yangsan (243).
- 1er octobre 2009 : Ouverture au service de Pusan National University Yangsan Campus (241).

### Années 2010
- 4 novembre 2014 : la station Munjeon (217) est renommée Busan International Finance Center–Busan Bank.
- 24 septembre 2015 : Ouverture au service de Jeungsan (240).

## Heures d'ouverture
La ligne 2 commencent à 5h18 pour le trajet de JangsanJangsan à la station YangsanYangsan de la station de Jangsan et à 5h12 pour le trajet de Yangsan à Jangsan à la station de Yangsan. Les dernier trajet s'achève avec l'arrivée des derniers trains à Jangsan à 00h35 et à Yangsan à 00h10. Un trajet sur l'ensemble la ligne prend environ 1 heure 24 minutes.

## Liste des stations
| Code | Station                                       | Correspondance                  | Distance en km | Distance cumulée | Province          | Arrondissement |  |
|      |                                               |                                 |                |                  |                   |                |  |
| 201  | Jangsan                                       |                                 | ---            | 0.0              | Busan             | Haeundae       |  |
| 202  | Jung-dong                                     |                                 | 0.9            | 0.9              | Busan             | Haeundae       |  |
| 203  | Haeundae                                      |                                 | 0.9            | 1.8              | Busan             | Haeundae       |  |
| 204  | Dongbaek                                      |                                 | 1.2            | 3.0              | Busan             | Haeundae       |  |
| 205  | BEXCO                                         |                                 | 1.1            | 4.1              | Busan             | Haeundae       |  |
| 206  | Centum City                                   |                                 | 0.8            | 4.9              | Busan             | Haeundae       |  |
| 207  | Millak                                        |                                 | 1.0            | 5.9              | Busan             | Suyeong        |  |
| 208  | Suyeong                                       |                                 | 0.9            | 6.8              | Busan             | Suyeong        |  |
| 209  | Gwangan                                       |                                 | 0.9            | 7.7              | Busan             | Suyeong        |  |
| 210  | Geumnyeonsan                                  |                                 | 0.9            | 8.6              | Busan             | Suyeong        |  |
| 211  | Namcheon                                      |                                 | 0.9            | 9.5              | Busan             | Suyeong        |  |
| 212  | Kyunsung Univ. · Pukyong Nat'l Univ.          |                                 | 0.8            | 10.3             | Busan             | Nam            |  |
| 213  | Daeyeon                                       |                                 | 0.9            | 11.2             | Busan             | Nam            |  |
| 214  | Motgol                                        |                                 | 0.7            | 11.9             | Busan             | Nam            |  |
| 215  | Jigegol                                       |                                 | 0.9            | 12.8             | Busan             | Nam            |  |
| 216  | Munhyeon                                      |                                 | 0.8            | 13.6             | Busan             | Nam            |  |
| 217  | Busan International Finance Center·Busan Bank |                                 | 0.8            | 14.4             | Busan             | Nam            |  |
| 218  | Jeonpo                                        |                                 | 0.8            | 15.2             | Busan             | Busanjin       |  |
| 219  | Seomyeon                                      | [[Ligne 1 du métro de Pusan]]   | 1.1            | 16.3             | Busan             | Busanjin       |  |
| 220  | Buam                                          |                                 | 0.8            | 17.1             | Busan             | Busanjin       |  |
| 221  | Gaya                                          |                                 | 0.7            | 17.8             | Busan             | Busanjin       |  |
| 222  | Dong-eui Univ.                                |                                 | 0.9            | 18.7             | Busan             | Busanjin       |  |
| 223  | Gaegeum                                       |                                 | 1.1            | 19.8             | Busan             | Busanjin       |  |
| 224  | Naengjeong                                    |                                 | 0.8            | 20.6             | Busan             | Sasang         |  |
| 225  | Jurye                                         |                                 | 0.9            | 21.5             | Busan             | Sasang         |  |
| 226  | Gamjeon                                       |                                 | 1.2            | 22.7             | Busan             | Sasang         |  |
| 227  | Sasang                                        | [[Métro léger de Busan-Gimhae]] | 1.1            | 23.8             | Busan             | Sasang         |  |
| 228  | Deokpo                                        |                                 | 1.2            | 25.0             | Busan             | Sasang         |  |
| 229  | Modeok                                        |                                 | 1.0            | 26.0             | Busan             | Sasang         |  |
| 230  | Mora                                          |                                 | 1.0            | 27.0             | Busan             | Sasang         |  |
| 231  | Gunam                                         |                                 | 1.1            | 28.1             | Busan             | Buk            |  |
| 232  | Gumyeong                                      |                                 | 0.7            | 28.8             | Busan             | Buk            |  |
| 233  | Deokcheon                                     |                                 | 1.2            | 30.0             | Busan             | Buk            |  |
| 234  | Sujeong                                       |                                 | 1.5            | 31.5             | Busan             | Buk            |  |
| 235  | Hwamyeong                                     |                                 | 1.5            | 33.0             | Busan             | Buk            |  |
| 236  | Yulli                                         |                                 | 1.2            | 34.2             | Busan             | Buk            |  |
| 237  | Dongwon                                       |                                 | 1.5            | 35.7             | Busan             | Buk            |  |
| 238  | Geumgok                                       |                                 | 1.0            | 36.7             | Busan             | Buk            |  |
| 239  | Hopo                                          |                                 | 1.5            | 38.2             | Gyeongsang du Sud | Yangsan        |  |
| 240  | Jeungsan                                      |                                 | 3.5            | 41.7             | Gyeongsang du Sud | Yangsan        |  |
| 241  | Pusan Nat'l Univ. Yangsan Campus              |                                 | 1.0            | 42.7             | Gyeongsang du Sud | Yangsan        |  |
| 242  | Namyangsan                                    |                                 | 1.1            | 43.8             | Gyeongsang du Sud | Yangsan        |  |
| 243  | Yangsan                                       |                                 | 1.6            | 45.4             | Gyeongsang du Sud | Yangsan        |  |